# Cuốn từ điển kì bí
Kiteretsu Daihyakka (キテレツ大百科 (Kiteretsu Đại bách khoa) n.đ. 'Bách khoa toàn thư Kiteretsu') là một bộ manga khoa học viễn tưởng của Fujiko Fujio, được in nhiều kì trong tạp chí thiếu nhi Kodomo no Hikari từ tháng 4 năm 1974 đến tháng 7 năm 1977. Sau đó, bộ truyện tranh đã được chuyển thể thành 331 tập phim hoạt hình trên kênh truyền hình Fuji TV từ 27 tháng 3 năm 1988 đến 9 tháng 6 năm 1996. Một phần của bộ phim hoạt hình từng được chiếu trên đài phát thanh truyền hình Hải Phòng (THP) vào phát từ năm 1999 đến 2001, và các nhân vật khi ấy bị gọi nhầm tên sang các nhân vật của Doraemon. Nhà xuất bản Kim Đồng đã mua bản quyền và phát hành tại Việt Nam với tên là Cuốn từ điển kì bí. Phim đã được phát sóng trên kênh HTV2 với định dạng lồng tiếng Việt.
Có nhiều điểm tương tự trong cách sắp xếp và sự xuất hiện của nhân vật chính giống như Doraemon, cũng được Fujio Fujiko sáng tác, mặc dù nội dung câu chuyện hoàn toàn khác.

## Nội dung
Kiteretsu là một cậu bé mới chỉ học tiểu học nhưng rất say mê nghiên cứu, chế tạo máy móc. Một lần, qua câu chuyện của bố, cậu tìm được những cuốn từ điển toàn giấy trắng và kính thần thông mà cụ cố Kiteretsu để lại, và nhận ra nếu đọc thông qua kính thần thông thì có thể thấy được nội dung trong đó - chính là những phát minh đầy thú vị. Cậu đã chế tạo ra Korosuke để giúp đỡ mình trong công việc chế tạo.
Nhiều mẩu chuyện về những phát minh của Kiteretsu cũng có vẻ tương tự như Doraemon, thường là những phát minh được sử dụng quá đà hoặc sai mục đích hay dẫn tới tình huống trớ trêu.

## Nhân vật
Kiteretsu (キテレツ)
Tên thật là Kite Eiichi (木手 英一 (Mộc Thủ Anh Nhất)), nhân vật chính của câu chuyện, rất say mê chế tạo nhưng chơi rất dở môn bóng chày, cậu ấy hay bị mẹ sai việc và mắng vì ham sáng chế đến quên ăn quên ngủ.
Korosuke (コロ助 (Koro Trợ))
Vốn là một Robot trợ giúp do Kiteretsu chế tạo. Tính tình khá hậu đậu, thích ăn bánh Korokke. Quan hệ của cậu với gia đình Kite giống như quan hệ của Doraemon với gia đình Nobi.
Miyo-chan (みよちゃん)
Tên đầy đủ là Nonohana Miyoko (野々花 みよ子), bạn nữ cùng lớp chơi thân với Kiteretsu.
Buta Gorilla (ブタゴリラ Butagorira)
Tên thật là Kumada Kaoru (熊田 薫), bạn cùng lớp của Kiteretsu, là đội trưởng đội bóng chày, khá giống Jaian nhưng cậu ta không mê hát.
Tongari (トンガリ Tongari)
Tên đầy đủ là Tongari Kouji (尖 浩二) Bạn cùng lớp của Kiteretsu. Khá giống Suneo, Tongari là con nhà giàu và hay đi chơi cùng với Buta Gorilla.
Kiteretsu-sai (キテレツ斎)
Tên thật là Kite Einoshin (木手 英之進 (Mộc Thủ Anh Chi Tiến)), là cụ cố của Kiteretsu, người đã viết ra cuốn từ điển. Ông sống vào thời Edo, cách thời của Kiteretsu 120 năm. Tuy vốn là nông dân nhưng ông có kiến thức sáng chế đi trước con người rất nhiều. Do sáng chế máy bay thành công, ông bị người dân cùng thời dị nghị, cho rằng ông làm tà phép nên đã bị tù giam suốt đời. Trong manga, ông chỉ xuất hiện đúng 1 lần khi giúp Kiteretsu sửa cỗ máy thời gian. Trong anime, ông xuất hiện nhiều hơn, chủ yếu khi Kiteretsu cùng 4 người dùng cỗ máy thời gian về quá khứ.

## Nhận xét
Tuy truyện có nhiều nét giống Doraemon nhưng sự khác biệt rõ nhất là cách xây dựng nhân vật. Tuy nhiên, những phát minh không phải đến từ tương lai mà là từ quá khứ (cuốn từ điển của cụ cố). Ngoài ra, Kiteretsu lại là một cậu bé thiên tài, rất say mê tìm tòi chứ không lười nhác như Nobita. Bên cạnh đó, khác với mèo máy Doraemon, Korosuke lại khá hậu đậu, nhiều khi làm hỏng những phát minh của Kiteretsu.

## Truyện tranh
- Cuốn từ điển kì bí vol.1-3 (Tentōmushi Comics, Shogakukan, 1977)
- Cuốn từ điển kì bí vol.1-4 (Fujiko Fujio Land, Chūō Kōron Shinsha, 1984)
- Cuốn từ điển kì bí vol.1-2 (Shogakukan Koro Koro Bunko, Shogakukan, 1984)
- My First BIG Kiteretsu vol.1-2 (Shogakukan, 2003)

## Trò chơi điện tử

Bìa trò chơi năm 1994

Vào ngày 23 tháng 2 năm 1990, Epoch đã xuất bản trò chơi hành động Kiteretsu Daihyakka trên hệ máy Famicom. Một trò chơi cùng tên Kiteretsu Daihyakka được xuất bản bởi Video System ngày 17 tháng 5 năm 1994 và một trò chơi khác mang tên Kiteretsu Daihyakka: Chōjikū Sugoroku ra mắt vào ngày 27 tháng 1 năm 1995 cũng bởi Video System trên hệ máy Super Famicom. Một trò chơi khác được làm bởi Sega Pico.

## Phim truyền hình
Vào tháng 1 năm 2002, NHK đã trình chiếu một phim hành động hai giờ kết hợp công nghệ CGI, Korosuke được Mami Koyama lồng tiếng, Mami Koyama cũng là người đã tham gia lồng tiếng cho nhân vật Korosuke trong phiên bản hoạt hình.

## Phim hoạt hình
| (Tên nhân vật - LT Nhật - LT Việt) - Kiteretsu (Kite Eiichi): Fujita Toshiko - Hoàng Sơn - Korosuke: Koyama Mami→Sugiyama Kazuko - Ái Phương - Miyo-chan (Nonohana Miyoko): Yamamoto Yuriko→Shō Mayumi→Honda Chieko - Trương Ngọc Châu - Mẹ Miyoko: Hangai Kimie→Ōno Yuka→Endō Miyako - Bố Miyoko: Satō Yūki - Hạnh Phúc - Nonohana Akihiko: Nanba Keiichi→Kamiya Hiroshi - Buta Gorilla (Kumada Kaoru): Ōtake Hiroshi→Tatsuta Naoki - Minh Triết - Kumada Kumahachi: Aono Takeshi - Kumada Sayuri: Uemura Noriko - Togari Kōji (Tongari): Manatsu Ryū→Mitsuya Yuji - Minh Vũ - Togari Kōichi: Niita Sanshirō→Kakegawa Hirohiko→Hirano Masato - Togari Takako: Ōno Yuka - Benzō Karino (Benzō-san): Kimotsuki Kaneta - Kite Michiko: Nashiwa Yuri→Shimamoto Sumi - Kiteretsu-sai (Kite Einoshin): Kimotsuki Kaneta→Yara Yusaku (lúc lớn: Mori Katsuji; lúc nhỏ: Sakaguchi Daisuke) - Kite Eitarō: Tanaka Hideyuki→ Yara Yusaku - Sasaki-sensei: Satō Masaharu→Hirano Masato - Otonashi: Satō Chie→Tõma Yumi - Segawa Takako: Aoba Miyoko→Hangai Kimie - Vice-Principal: Ikemizu Michihiro - Vợ Sasaki-sensei: Aoba Miyoko - Sasaki Kazuma: không rõ - Uehara Kimiko (Uehara Yūki trong phim hoạt hình): Yoshida Naho→Endō Miyako - Konchi: Uemura Noriko→Satō Chie - Sakurai Taeko: Seto Mayumi→Koyama Yūka→Hisakawa Aya - Hanamaru Satsuki: Yamazaki Wakana - Karino Yone: Yamamoto Keiko→Endō Haru→Yanagisawa Michiyo - Osugi: Emori Hiroko - Heikichi: Azusa Kinpei→Tanaka Ryōichi - Yoshie Sakurai: Kawashima Chiyoko→Shimamoto Sumi - Hanamaru Kikunojō: Shimada Bin→Kishino Yukimasa - Hanamaru Ikue: Shimamoto Sumi - Ben: Ōtake Hiroshi→không rõ - Toki Mōretsu: không rõ - Kazu Mōretsu: Numata Yūsuke - Koronoshin: không rõ - Mamekoro: Watanabe Naoko→Yamada Fushigi | - Kế hoạch: Ishikawa Taihei→Shimizu Kenji (Fuji TV), Kataoka Yoshirō (Asatsu) - Chủ nhiệm: - Shimizu Kenji→Wada Minoru→Suzuki Yoshihiro (Fuji TV) - Kataoka Yoshio→Ishikawa Kazuhiko→Yamazaki Tateshi→Sugiyama Yutaka (Asatsu) - Wakana Akio (Gallop) - Kanno Tetsuo (Staff 21) - Bản máy tính: Yukimuro Shun'ichi, Yamada Takashi, Aoshima Toshiyuki, Namiki Satoshi, Yamazaki Tadaaki - Tổng đạo diễn: Tannai Tsukasa, Kobayashi Kazuyuki, Watanabe Hajime, Tokinaga Nobuyuki, Yamauchi Shōjurō - Đạo diễn mĩ thuật: Kobayashi Shichirō→Shibata Satoshi - Nghệ sĩ tạo nền: Katayama Masahide, Shimada Akio, Shiraishi Makoto, Shibata Satoshi, Osakabe Naoko - Nền: Kobayashi Production, Studio Kanon - Kết thúc hoạt hình: Sendai Gallop, Toy House, Studio Killy→Dōtomo Dōga - Đạo diễn quay phim: Sugimura Shigeo (credited as Shimizu Yasuhiro for part of it)→Edamitsu Hiroaki - Quay phim ·Animation Work: Gallop - Phim: Eastman→Fujifilm→Kodak Color Film - Đạo diễn âm nhạch: Komatsu Nobuhiro - Âm nhạc: Kikuchi Shunsuke - Đạo diễn: Katsuoka Hiro→Hayakawa Keiji - Hiệu ứng đặc biệt: Yoshino Norimichi→Shishikai Yoshitaka - Biên tập: Kakesu Shūichi, Wada Yoshiyuki→Seki Kazuhiko, Itō Yūji - Phát triển phim: Imagica - Phụ trách thu âm: Kuramoto Sadashi - Tiêu đề: Maki Pro - Điều hành sản xuất: Wakana Mikio - Công việc giao tiếp: Adachi Hideo - Kế hoạch hỗ trợ: 21 nhân viên - Sản xuất âm thanh: Kikaku Seiji - Chủ nhiệm âm thanh: Kuroda Yōsuke - Hiệu ứng âm thanh: Kataoka Yōzō - Bài hát chủ đề: Miyashita Shigeru - Quảng bá: Shigeoka Yumiko→Nasugawa Kyōko→Kawasaki Yoshiko→Takahashi Masahide→Konaka Momoko→Kumagai Tomoko (Fuji TV) - Nhà sản xuất: Fuji TV, Asatsu |

### Bài hát chủ đề

#### Bài hát mở đầu
Dưới đây là danh sách các bài hát mở đầu, bao gồm tiêu đề theo tập và tên ca sĩ trong ngoặc đơn.
- Kiteretsu Daihyakka no Uta (đặc biệt dài đến 90 phút vào ngày 2 tháng 11 năm 1987, Horie Mitsuko)

1. Oyome-san ni Natte Agenaizo (tập.1-24, Moritani Kaori)
2. Body dake Lady (tập.25-60, Uchida Junko)
3. Yumemiru Jikan (tập.61-86, Mori Megumi)
4. Hajimete no Chū (tập.87-108, Anshin Papa)
5. Suimin Busoku (tập.109-170, Chicks)
6. Oryōri Kōshinkyoku (tập.171-331, Yuka)

#### Bài hát kết thúc
Dưới đây là danh sách các bài hát kết thúc, bao gồm tiêu đề theo tập và tên ca sĩ trong ngoặc đơn.
- Korosuke Machi wo Yuku (đặc biệt 90-phút, Yamada Kyōko)

1. Magical Boy Magical Heart (tập.1-16, Moritani Kaori)
2. Race no Cardigan (tập.17-24, Sakagami Kaori)
3. Korosuke Rock (tập.25-60, Uchida Junko)
4. Felt no Pencase (tập.61-86, Mori Megumi)
5. Merry ha tada no Tomodachi (ep.87-108, Fujita Toshiko)
6. Hajimete no Chū (tập.109-170, 213-290, 311-331, Anshin Papa)
7. Happy Birthday (tập.171-212, Yuka)
8. Uwasa no Kiss (tập.291-310, TOKIO)

## Chú giải
1. ↑  Trần Hoàng Sơn cũng là DVLT cho Sewashi trong Doraemon
2. ↑  Ái Phương cũng là DVLT cho Shizuka trong Doraemon từ tập 105
3. ↑  Trương Ngọc Châu cũng là DVLT cho Shizuka từ tập 1 đến tập 104